# Selección femenina de voleibol de Tailandia
La selección femenina de voleibol de Tailandia es el equipo representativo del país en las competiciones oficiales de voleibol. Participa en los torneos organizados por la Confederación Asiática de Voleibol, así como en los de la Federación Internacional de Voleibol.
En el 2018 participó en la Liga de las Naciones.

## Equipo

### Lista actual
Entrenador: Vacante
| N.º | Nombre                   | Fecha de nacimiento     | Altura | Peso  | Club 2019–20      |
| --- | ------------------------ | ----------------------- | ------ | ----- | ----------------- |
| 1   | Wipawee Srithong         | 28 de enero de 1999     | 1,73 m | 62 kg | Supreme Chonburi  |
| 2   | Piyanut Pannoy (L)       | 10 de noviembre de 1989 | 1,71 m | 68 kg | Supreme Chonburi  |
| 3   | Pornpun Guedpard         | 5 de mayo de 1993       | 1,70 m | 63 kg | Khonkaen Star     |
| 4   | Thatdao Nuekjang         | 3 de febrero de 1994    | 1,84 m | 72 kg | Khonkaen Star     |
| 5   | Pleumjit Thinkaow        | 9 de noviembre de 1983  | 1,80 m | 67 kg | Supreme Chonburi  |
| 6   | Onuma Sittirak           | 13 de junio de 1986     | 1,75 m | 72 kg | Diamond Food      |
| 7   | Hattaya Bamrungsuk       | 12 de agosto de 1993    | 1,80 m | 68 kg | Agente libre      |
| 8   | Watchareeya Nuanjam      | 22 de julio de 1996     | 1,77 m | 64 kg | Supreme Chonburi  |
| 9   | Wanitchaya Luangtonglang | 8 de octubre de 1992    | 1,77 m | 60 kg | Nakhon Ratchasima |
| 10  | Wilavan Apinyapong       | 6 de junio de 1984      | 1,74 m | 70 kg | Supreme Chonburi  |
| 13  | Nootsara Tomkom (C)      | 7 de julio de 1985      | 1,69 m | 57 kg | Nakhon Ratchasima |
| 14  | Chitaporn Kamlangmak     | 17 de marzo de 1996     | 1,84 m | 75 kg | Khonkaen Star     |
| 15  | Malika Kanthong          | 8 de enero de 1987      | 1,78 m | 69 kg | Diamond Food      |
| 16  | Pimpichaya Kokram        | 16 de junio de 1998     | 1,78 m | 62 kg | 3BB Nakornnont    |
| 17  | Tichaya Boonlert         | 14 de febrero de 1997   | 1,79 m | 64 kg | 3BB Nakornnont    |
| 18  | Ajcharaporn Kongyot      | 18 de junio de 1995     | 1,78 m | 65 kg | Supreme Chonburi  |
| 19  | Chatchu-on Moksri        | 6 de noviembre de 1999  | 1,78 m | 58 kg | Nakhon Ratchasima |
| 20  | Supattra Pairoj (L)      | 27 de junio de 1990     | 1,60 m | 58 kg | Supreme Chonburi  |
| 21  | Kullapa Piampongsan      | 17 de marzo de 1991     | 1,78 m | 60 kg | Diamond Food      |
| 22  | Yupa Sanitklang (L)      | 14 de agosto de 1991    | 1,66 m | 60 kg | Nakhon Ratchasima |
| 23  | Jutarat Montripila       | 2 de octubre de 1986    | 1,75 m | 60 kg | 3BB Nakornnont    |
| 24  | Tichakorn Boonlert       | 22 de marzo de 2001     | 1,81 m | 78 kg | 3BB Nakornnont    |
| 26  | Thanacha Sooksod         | 26 de mayo de 2000      | 1,80 m | 70 kg | Supreme Chonburi  |
| 27  | Kaewkalaya Kamulthala    | 7 de agosto de 1994     | 1,78 m | 66 kg | JT Marvelous      |
| 28  | Tikamporn Changkeaw (L)  | 12 de diciembre de 1984 | 1,68 m | 62 kg | Khonkaen Star     |